# Hausaufgabe

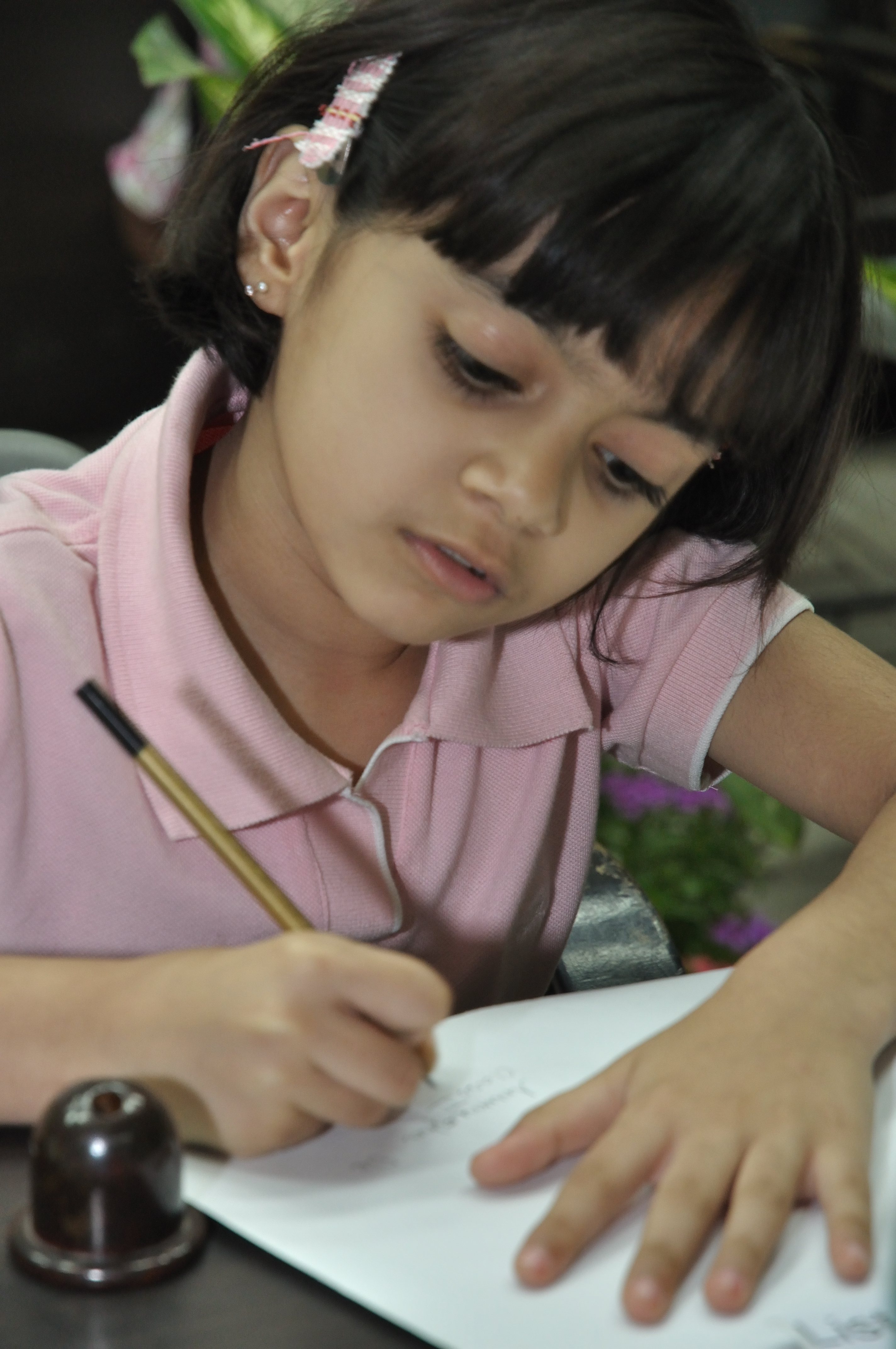
Schülerin in Indien bei den Hausaufgaben

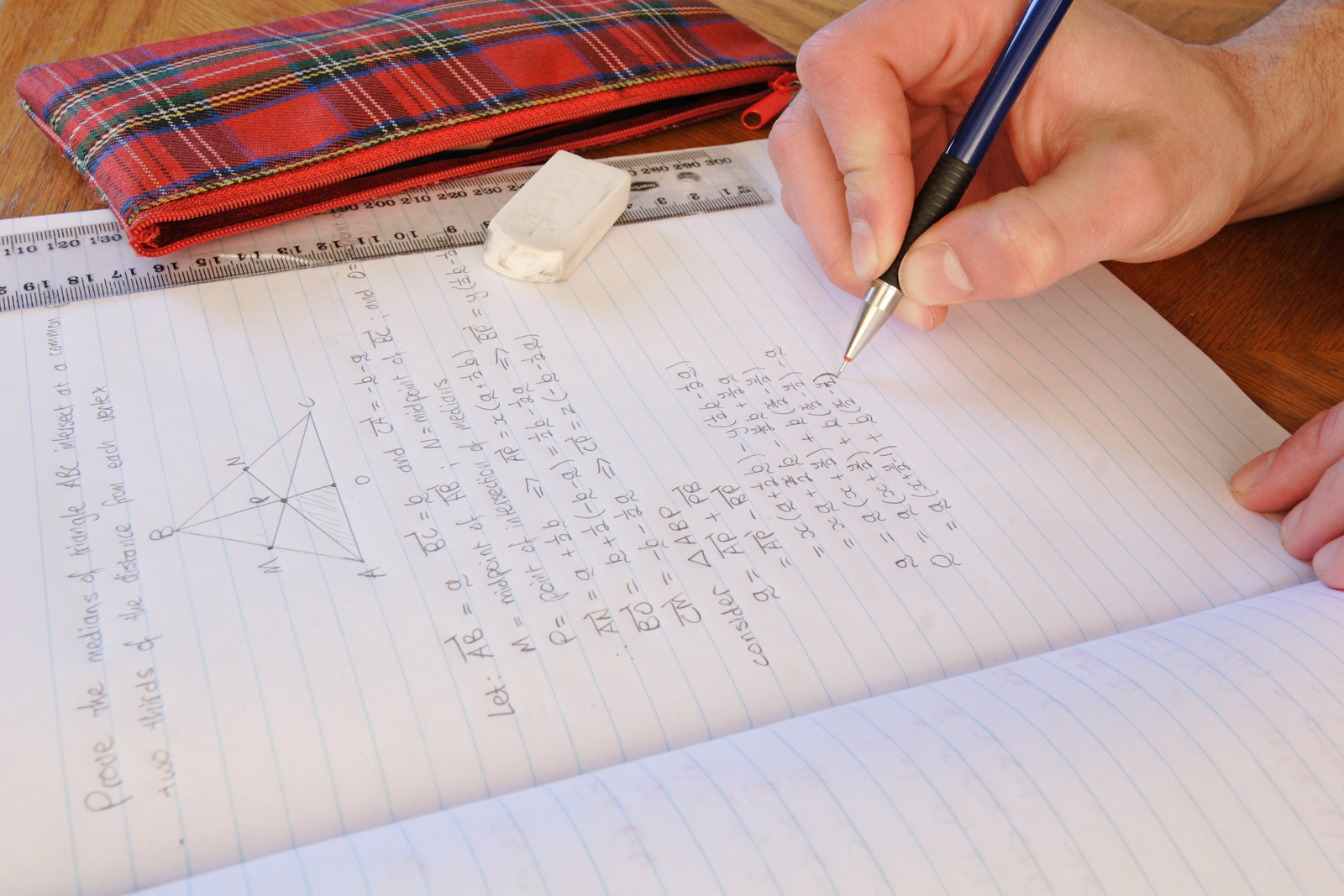
Schüler bei Erledigung einer Mathematikhausaufgabe

Hausaufgaben oder Schularbeiten (in Österreich offiziell Hausübungen, umgangssprachlich auch Hausaufgaben) sind Aufgaben des Lehrers an die Schüler, die diese in der unterrichtsfreien Zeit bearbeiten sollen. Hausaufgaben haben didaktische, erzieherische und soziale Funktionen. Je nach Kulturkreis, Fach und Hochschullehrer werden Hausaufgaben auch im tertiären Bildungsbereich aufgegeben und kontrolliert.
Im weiteren Sinne bezeichnet man als Hausaufgaben auch andere selbstverantwortlich zu erledigende Verpflichtungen im Haushalt.

## Wortgeschichte und Wortgeografie
Bis sich um 1880 der Ausdruck Hausaufgaben durchsetzte, wurden Aufgaben, die der Lehrer für die Erledigung zu Hause aufgab, meist als Privatarbeiten bezeichnet.
In weiten Teilen Deutschlands sagt man neben Hausaufgaben auch Hausarbeiten, Schulaufgabe oder Schularbeiten. Die beiden letztgenannten Ausdrücke erscheinen im Deutschen seit der Mitte des 18. Jahrhunderts, der erstere erst seit dem frühen 19. Jahrhundert.
Jacob und Wilhelm Grimm verstanden unter Schularbeiten Arbeiten, die dem Schüler in der Schule aufgegeben wurden. Noch im ausgehenden 19. Jahrhundert wurde mit dem Ausdruck Schularbeit daneben aber auch die Tätigkeit des Lehrers bezeichnet. In Österreich versteht man unter einer Schularbeit einen schriftlichen Leistungsnachweis (in Deutschland: Klassenarbeit).
Ähnlich wird auch in Bayern unter einer Schulaufgabe bis heute nicht eine Hausaufgabe, sondern ein schriftlicher Leistungsnachweis verstanden.

## Begriffsabgrenzung
Von Hausaufgaben sind zu unterscheiden:
- Abschlussarbeiten wie z. B. Facharbeiten, deren Anfertigung ebenfalls außerhalb der regulären Unterrichtszeit erfolgt; ein weiteres Beispiel ist der Extended Essay, den Schüler im Rahmen des International Baccalaureate schreiben.
- Persönliche Projekte (personal projects), wie sie in den Vereinigten Staaten an vielen High Schools zum Lehrplan gehören. Das Thema kann vom Schüler im Rahmen der Richtlinien der Schule frei gewählt werden. Das Projekt wird vom Schüler in seinem Verlauf schriftlich dokumentiert und am Ende evaluiert und schulöffentlich präsentiert; die Vorbereitung nimmt meist ein ganzes Schuljahr in Anspruch.[6]
- Die Einbeziehung außerschulischer Lernorte im Projektunterricht.
- Pflichtstunden ehrenamtlicher Tätigkeiten (community service), wie sie Schülern beispielsweise in den Vereinigten Staaten zur Voraussetzung bestimmter Privilegien (Aufnahme in Honors-Kurse, Mitgliedschaft in Honors Societies usw.) gemacht werden.[7]
- Strafarbeiten, die eher dem Disziplinieren als einer vertieften Beschäftigung mit dem Unterrichtsstoff dienen.

## Hausaufgaben im Lichte verschiedener pädagogischer Konzepte
Viele pädagogische Konzepte sind mit expliziten Stellungnahmen zu Hausaufgaben verbunden. In Laborschulen werden verschiedene Hausaufgabenkonzepte empirisch geprüft.

### Herbartianismus
Der Herbartianismus war in der zweiten Hälfte des 19. Jahrhunderts die erste große pädagogische Strömung, die längere Zeit Einfluss auf die Schulwirklichkeit gewinnen konnte. Innerhalb dieser Erziehungslehre besteht ein markanter Gegensatz zwischen dem Begründer Johann Friedrich Herbart, der Schulkritiker war und nie auf die Idee gekommen wäre, eine Schulklasse im Takt von Unterrichtsstunden gemäß seinen methodischen Vorschlägen zu unterrichten, und manchen späteren Vertretern, die den Anforderungen ihrer Zeit entgegenkommen wollten und unter Berufung auf Herbart sture Formalismen praktizierten. Während auch führende Theoretiker wie Tuiskon Ziller und Wilhelm Rein Wert auf eine flexible Anwendung der Herbartschen Prinzipien legten, kam es in der Praxis oft zu Schematismen und der Aufgliederung des Unterrichts in rigide Formalstufen. Hausaufgaben übernahmen in diesem Kontext die Funktion des mechanischen Übens und Einprägens des im Unterricht behandelten Stoffes. Herbart selbst hatte umfangreiche Hausaufgaben stets abgelehnt: „Noch dringender ist, dass die Schüler nicht durch aufgegebene häusliche Arbeiten um die nötige Erholungszeit gebracht werden.“

### Reformpädagogik
Die Reformpädagogik, die auf eine „Pädagogik vom Kinde aus“ zielte und eine Eigentätigkeit des Kindes wünschte, lehnte Hausaufgaben nicht generell ab, betrachtete die gewöhnlichen Aufgaben zur Übung und Anwendung des gelernten Stoffes aber sehr kritisch, und zwar in dezidierter Abgrenzung vom Herbartianismus, dem sie „intellektualistischen Drill“ vorwarf. In ihrer Einschätzung, ob Hausaufgaben denn nun als kindliche Eigentätigkeit oder – im Gegenteil – als von außen aufgezwungen zu deuten seien, waren verschiedene Vertreter der Reformpädagogik sich dann aber recht uneinig:
Hugo GaudigVon allen Reformpädagogen hat Hugo Gaudig sich am eingehendsten und ausführlichsten mit dem Thema beschäftigt. Gaudig war überzeugt, dass Hausaufgaben Schülern die Chance bieten, ohne die regulierende Aufsicht und Einwirkung des Lehrers zu arbeiten: „In der freien häuslichen Arbeit stellt sich uns die am meisten von dem Einfluss der Schule emanzipierte und darum eine für die Kultur der Selbstständigkeit äußerst wichtige Arbeitsform dar.“ Die Selbsttätigkeit des Schülers setzte für ihn freilich voraus, dass im schulischen Unterricht alle erforderlichen Arbeitsformen und -techniken eingeübt wurden.
Berthold OttoAn der Hauslehrerschule, die Berthold Otto 1906 in Berlin gegründet hatte, gab es keine Hausaufgaben, es sei denn auf Wunsch der Schüler.
MontessoripädagogikDie Montessoripädagogik ist auf Freiwilligkeit und selbstständigem Tun der Schüler basiert. Ein charakteristisches Element, das im Tagesablauf der Montessorischulen breiten Raum einnimmt, ist die Freiarbeit. Regelmäßige verpflichtende Hausaufgaben, die für alle Schüler gleich sind, gibt es nicht.
DaltonplanDie radikalste Ablehnung von Hausaufgaben findet sich in der von Helen Parkhurst entwickelten Daltonplanpädagogik. Die Individualisierung des Unterrichts und Methoden wie die Arbeit mit schriftlichen Studieranleitungen und in Laboratorien (fachspezifisch eingerichteten Räumen, in denen zwar Fachlehrer anwesend sind, die Schüler aber im Selbststudium arbeiten) sollten Hausaufgaben gänzlich überflüssig machen.
WaldorfpädagogikRudolf Steiner, der Begründer der Anthroposophie und der Waldorfpädagogik, lehnte Hausaufgaben nicht grundsätzlich ab, wollte es aber dem Kind überlassen, ob es Hausaufgaben erledigt oder nicht. Dennoch werden verpflichtende Hausaufgaben heute auch an den meisten Waldorfschulen erteilt.
JenaplanIn der Kölner Rosenmaarschule, einer Jenaplan-Schule, wurden die Hausaufgaben 1972 auf Wunsch der Familien abgeschafft. An Jenaplan-Schulen tritt an die Stelle des Stundenplans ein Wochenplan, in dem auch Zeiten für die Bearbeitung von Aufgaben vorgesehen sind, die anderswo als Hausaufgaben aufgegeben würden.
Sudbury-PädagogikAn Sudbury-Schulen entscheiden die Schüler über ihren Lehrplan und die Strukturierung ihrer Lernzeit autonom. Hausaufgaben sind weder vorgesehen noch ausgeschlossen.
Mehlhorn-PädagogikIn Mehlhornschulen (auch: „BIP-Schulen“, „BIP-Kreativitätsschulen“) werden keine täglichen Hausaufgaben erteilt. Die Schüler lassen ihren Schulranzen während der Woche in der Schule, weil alle Schularbeiten im schulischen Unterricht geleistet werden sollen. Nur bestimmte Aufgaben, wie das Auswendiglernen eines Gedichtes oder die Vorbereitung einer Präsentation, müssen zu Hause erledigt werden.

## Funktion und Nutzen

### Funktion von Hausaufgaben gemäß der erziehungswissenschaftlichen Fachliteratur
In der Fachliteratur werden grundlegend zwei Funktionen von Hausaufgaben unterschieden:
- didaktische, d. h. auf unterrichtliche Zwecke gerichtete Funktionen,
- erzieherische Funktionen.

Rudolf W. Keck führt als drittes auch eine soziale Funktion, im Sinne einer „sozial-kommunikativen Brücke zwischen Elternhaus und Schule“, an.
Die unterrichtstheoretische Auseinandersetzung mit Hausaufgaben hat in Deutschland schwerpunktmäßig in den 1960er bis 1980er Jahren stattgefunden.
In der jüngeren Fachliteratur werden vor allem empirische Befunde dargestellt. Themenschwerpunkte sind dabei:
- Elternverhalten[25]
- Hausaufgabenumfang[26]
- Schülermotivation[27]
- Qualität der Vorbereitung und Integration von Hausaufgaben in den nachfolgenden Unterricht[28]

### Bestimmung des Hausaufgabenzwecks in den Schulgesetzen der deutschen Bundesländer
In Deutschland ist der Zweck der Hausaufgaben teilweise in den Schulgesetzen der Bundesländer ausdrücklich definiert. Ihre Funktion besteht demnach darin:
- die im Unterricht vermittelten Kenntnisse zu sichern und zu festigen,[29][30][31]
- die im Unterricht vermittelten Einsichten zu verarbeiten,[32][33]
- die im Unterricht vermittelten Fähigkeiten, Fertigkeiten und Techniken zur Lösung unterschiedlicher Aufgaben zu üben,[29][31][34]
- die im Unterricht vermittelten Fähigkeiten, Fertigkeiten und Einsichten zu vertiefen,[29][30][35]
- die im Unterricht vermittelten Fähigkeiten, Fertigkeiten und Kenntnisse anzuwenden,[29][32]
- das selbstständige und eigenverantwortliche Arbeiten, bei dem die im Unterricht vermittelten Methoden angewandt werden, zu fördern,[29][31][34]
- den Schülern Gelegenheit zu bieten, Kompetenzen selbstständig zu entwickeln,[35]
- die Schüler über den Unterricht hinaus Kenntnisse und Einsichten gewinnen zu lassen,[31]
- auf die Arbeit in den folgenden Unterrichtsstunden vorzubereiten,[30][31][32][33]
- allgemein den Lernprozess zu unterstützen,[33]
- das Interesse der Schüler am Fach zu fördern,[31]
- Rückmeldung über den erreichten Leistungsstand zu geben.[33]

### Einschätzung des tatsächlichen Nutzens
In Befragungen schätzen Lehrer, Schüler und insbesondere Eltern Hausaufgaben mit großer Mehrheit als nützlich oder sogar unbedingt notwendig ein. Aus der „Hattie-Studie“ von John Hattie geht jedoch hervor, dass das Erledigen von Hausaufgaben keinen signifikanten Einfluss  auf den Lernerfolg hat. Hausaufgaben sind auf der Hattie-Rangliste auf Platz 88 hinter den untersuchten Einflussfaktoren „Medikamente“, „Reduzierung von Unterrichtsstörungen“ und „Schulleitung“.
Wissenschaftliche Pädagogik und Lehrerausbildung schenken dem Thema Hausaufgaben vergleichsweise geringe Beachtung, wenn aber doch, dann wird gerne kritisiert, dass Hausaufgaben auch in der Praxis nicht die nötige Beachtung finden, weshalb unreflektierte, phantasielose Routine überwiegt (TIMSS-Studien von 1994 und 1999). Hier findet sich eine negative Korrelation von durchschnittlichen Schülerleistungen und durchschnittlich aufgewendeter Zeit für Hausaufgaben; Hausaufgaben werden inzwischen in der Pädagogik teilweise als unsinnig angesehen, da sie nicht in der Lage seien, Verständnis zu vermitteln (vgl. Education Week vom 6. September 2006).
In einer Gesamtschau einer Vielzahl von Studien der 1960er-, '70er- und '80er-Jahre konnten vorwiegend positive Effekte von Hausaufgaben aufgezeigt werden. Verglichen mit Schülern, die keinerlei weitere Aufgabe oder Unterstützung erhielten, wiesen Schüler mit Hausaufgaben bessere Leistungen im Sinne von erzielten Noten oder Prüfungsergebnissen auf, wobei dieser Effekt für Oberschüler der höheren Jahrgangsstufen größer war als für die der kleineren Jahrgangsstufen und kein Effekt für Grundschüler festgestellt wurde. Im Vergleich zu Schülern, die in der Schule zu zusätzlichem selbständigem Lernen angehalten wurden, wiesen Oberschüler mit Hausaufgaben in geringem Maße bessere Leistungen auf, wobei auch dieser Effekt bei höheren Jahrgangsstufen größer war, und wiesen Grundschüler mit Hausaufgaben schlechtere Leistungen auf als die in der Schule zum zusätzlichen selbständigen Lernen angehaltenen Grundschüler.
Im Jahr 1982 vertrat Der Spiegel in einer Titelgeschichte die provokante These, dass Hausaufgaben des damals in der Praxis vorherrschenden Typs überwiegend keinen Nutzen hätten, sondern laut Überschrift des Artikels eine Form des „Hausfriedensbruchs“ seien. Denn der Staat sorge durch die Stellung von Hausaufgaben ständig für Unfrieden und Konflikte in den Familien der Schüler.

#### Fach Mathematik
Ein Forscherteam aus Tübingen hat im Jahre 2001 die Ergebnisse einer Untersuchung vorgelegt, an der 2.123 Siebtklässler aus drei verschiedenen Bundesländern teilgenommen hatten; die Studie ergab, dass im Fach Mathematik häufige Hausaufgaben einen positiven Effekt auf die Leistungsentwicklung haben, während große Hausaufgabenumfänge der Leistungsentwicklung eher hinderlich seien.

## Stellenwert der Vermittlung von Hausaufgabentheorie und -Know-how in der Lehrerausbildung
Jutta Standop (Universität Trier) hat 2011 im Rahmen einer Stichprobenuntersuchung beobachtet, dass eine systematische Vermittlung der Fähigkeit, im Unterricht qualitätsvolle (= nachhaltig lernwirksame) Hausaufgaben zu stellen, in den Curricula der deutschen Lehrerausbildungsstätten eher eine Ausnahme als die Regel ist. Selbst da, wo eine solche Schulung stattfindet, erfolgt sie eher zufällig, auf der Grundlage allgemein-didaktischer Prinzipien bzw. auf der Basis „Tradierung subjektiver Theorien“.
In einer vorausgegangenen Studie hatten nur 34 % der befragten Lehrkräfte angegeben, dass sie sich in ihrem Studium mit der Theorie der Hausaufgaben auseinandergesetzt haben. Auch die Frage, ob sie sich in ihrem Referendariat mit der Hausaufgabenpraxis auseinandergesetzt haben, wurde nur von 51 % der Befragten positiv beantwortet.

## Didaktik und Mittel
In den Vereinigten Staaten werden Hausaufgaben – besonders in der Sekundarstufe – in vielen Fächern häufig nicht in Papierform, sondern per Internet ausgegeben und erledigt, z. B. mit Hilfe von Google Classroom; Google Classroom wird in den USA in mehr als zwei Dritteln aller Schuldistrikte verwendet. Sehr oft werden Hausaufgaben nicht für den nächsten Unterrichtstag, sondern erst für einen bestimmten Stichtag gegeben.

## Praxis

### Elternbeteiligung
Hausaufgabenbetreuung durch die Eltern ist weit verbreitet und je nach Alter der Schüler vielleicht auch erwünscht. Der Lehrer muss in jeder Altersstufe damit rechnen, darf sich aber keineswegs darauf verlassen. Die Formen der elterlichen Hilfe reichen von reiner Kontrolle bis zu inhaltlicher Mitarbeit.
Contra Hausaufgaben wird argumentiert, dass Hilfe durch die Eltern wie auch die übrigen häuslichen Bedingungen, unter denen Hausaufgaben angefertigt werden, die Chancenungleichheit verstärkt.
Pro Hausaufgaben wird argumentiert, dass sie eine wichtige, oft die einzige Verbindung der Eltern zur Schule herstellen.
Nach Einschätzung des Bayerischen Elternverbandes gelingt nur der Hälfte der Schüler die Fertigung der Hausaufgaben ohne elterliche Hilfe. Durch diese Belastung kann das Zusammenleben einer Familie erheblich beeinträchtigt werden. In Einzelfällen ist zu beobachten, dass ein Elternteil (häufig die Mutter) durch Reduzierung der Arbeitszeit auf berufliches Fortkommen verzichtet, um dem Kind bei den Aufgaben helfen zu können.
Während der COVID-19-Pandemie ab 2020 stellte sich heraus, dass es zu der Erwartung von Schulen, Eltern sollten in Zeiten des Distanzunterrichts verstärkt eine Art „Hilfslehrerrolle“ im Hinblick auf die häuslichen Lernaktivitäten ihrer Kinder übernehmen, drei verschiedene Haltungen gebe:
„Gruppe A“ bestehe aus „Belasteten“. Nicht ausreichende zeitliche und personelle Ressourcen würden als zentrale Begründungsfigur für eine ablehnende und kritische Haltung gegenüber dem Distanzunterricht aufgeführt. Die Erwartung, den eigenen Kindern bei der Bewältigung von Aufgaben zu helfen, die sie von der Schule erhalten hätten, werde von Eltern dieser Gruppe als Überforderung im Hinblick auf den Zeitbedarf und die eigenen fachlichen und pädagogischen Fähigkeiten empfunden. Eine Mehrheit der Eltern gehöre „Gruppe A“ an.
„Gruppe B“ setze sich aus „Gelassenen“ zusammen. Diese Eltern hätten überwiegend leistungsstarke Kinder, die nur gelegentlich Hilfestellungen durch Haushaltsangehörige benötigten.
„Gruppe C“-Eltern seien „enthusiastisch“. Die Eltern dieser Gruppe seien froh, durch den Wegfall von Präsenzunterricht mehr Freiheiten bei der Bildung und Erziehung ihrer Kinder zu haben. Dass diese Eltern primär auf Selbstbestimmung des Kindes im Lernprozess abzielten, zeige sich auch daran, dass die vorgegebenen Aufgabenblätter und die Fokussierung auf Wiederholung und Vertiefung von bereits Gelerntem seitens der Schule von ihnen als Gängelung und Fremdbestimmung etikettiert würden. Sie drängten im Gegenzug auf die Verwirklichung eigener Bildungsvorstellungen, die sie mit den oft als problematisch eingeschätzten schulischen Bildungsinhalten kontrastierten.

### Häusliche Situation
Problematisch sind Hausaufgaben, wenn für die Erledigung der Hausaufgaben die häuslichen Bedingungen nicht oder nur unzureichend gegeben sind (z. B. durch beengte Wohnverhältnisse, die ein ungestörtes Arbeiten der Kinder im Haushalt erschweren, durch fehlende Hilfs- und Kommunikationsmittel, durch die unzureichende Bildung von Eltern oder durch Mangel an Zeit für die Unterstützung der Kinder). Dadurch werden betroffene Kinder systematisch benachteiligt.
Hausaufgaben geben häufig Anlass zu Konflikten in Schule und Familie, wenn sich Eltern über zu viele oder zu wenige, zu schwere oder zu einfache oder missverständliche gestellte Hausaufgaben beschweren, Lehrer die Art der Unterstützung durch die Eltern bemängeln oder Schüler Hausaufgaben als eine Einschränkung ihrer Freizeit oder als Stressursache kritisieren. Andererseits können gut gestellte Hausaufgaben Kinder motivieren und fördern selbstständiges Denken.
Problematisch ist es allerdings aus Lehrersicht auch, wenn in der betreffenden Schule Hausaufgaben in der Form von Computerausdrucken angefertigt werden dürfen. In einer „solidarischen“ Klasse fertigt ein guter Schüler die Hausaufgabe an, die er anschließend (z. B. als E-Mail-Anhang) an seine Klassenkameraden versendet. Die Handschrift als Indiz für die Urheberschaft des angeblichen Erstellers der Hausaufgabe fällt in solchen Fällen aus. Oft sind in derartige Aktionen nicht alle Schüler der Klasse einbezogen.

### Binnendifferenzierung
Differenzierende Lernarrangements („Binnendifferenzierung“), bei denen auf die Lernanforderungen einzelner Schüler oder Schülergruppen individuell eingegangen wird, werden heute vielfach gefordert, sind im Schulalltag in Deutschland jedoch noch kaum verbreitet. So können Hausaufgaben z. B. genutzt werden, um Lernschwächeren Aufgaben zu Hause vorbereiten zu lassen, die Stärkere vorbereitungslos bewältigen. Generell können Hausaufgaben dem Leistungsstand unterschiedlicher Schüler angepasst werden. Zweckmäßig erscheint dies insbesondere im Inklusionsunterricht.
Im Gegensatz zum Klassenunterricht kann ein Schüler zu Hause individuell in seinem eigenen Tempo arbeiten, was allerdings Überlegungen von Lehrkräften zum vermutlichen Zeitbedarf für die Bewältigung einer Aufgabe durch langsam arbeitende Schüler schwierig macht. Schüler können sich nicht auf die zulässigen Höchstarbeitszeiten des Jugendarbeitsschutzgesetzes berufen und Hausaufgaben zu Freitag mit der Begründung ablehnen, sie hätten anderenfalls am Freitag eine 50-Stunden-Arbeitswoche hinter sich, und eine so lange Arbeitszeit sei Auszubildenden im gleichen Alter verboten.

### Integrative Konzepte

#### Lernzeiten statt Hausaufgaben
In Nordrhein-Westfalen hat sich mit dem Ausbau von Ganztagsschulen in der Sekundarstufe I ab 2009 das Konzept von Lernzeiten verbreitet, deren Ziel eine Individualisierung der Förderung ist. Auch in anderen Bundesländern sind es vor allem die gebundenen Ganztagsschulen, die auf umfangreiche Hausaufgaben verzichten, weil die Schüler in der Regel bereits 8 bis 9 Stunden Zeit in der Schule verbringen. Um trotzdem zeitaufwendige Übungseinheiten zu ermöglichen, ist in solchen Schulen der Ganztag meist rhythmisiert. Phasen der Anspannung und Entspannung wechsel sich ab, es sind Zeiten zur selbstständigen Bearbeitung von Aufgaben – die ursprünglichen Hausaufgaben – fest in den Stundenplan integriert. Dies schafft Raum, diese Aufgabenbearbeitung auch mit pädagogischen Personal zu unterstützen oder besondere Förderangebote zu machen.

#### Hausaufgabenerledigung in der Unterrichtszeit
In den Vereinigten Staaten enthalten die Stundentafeln der High Schools und vieler Middle Schools – in seltenen Fällen auch die der Grundschulen – eine Study Hall (wörtlich etwa: „Studierraum“). Es handelt sich hier um Studierzeiten, die von den Schülern nach eigenem Ermessen für die Erledigung von Hausaufgaben, das Nacharbeiten versäumter Aufgaben oder Testvorbereitungen genutzt werden können. Der Aufsicht führende Lehrer ist für Fragen, die Schüler zu ihren Aufgaben haben, ansprechbar, ist aber nicht zwingend vom jeweiligen Fach. Die Beschäftigung mit schulrelevanten Inhalten ist den Schülern nicht vorgeschrieben, ein Teil von ihnen nutzt die Study Hall für Freizeitbeschäftigungen.
An manchen High Schools steht auch ein Learning Lab (wörtlich: „Lernlabor“) zur Verfügung, das mit Fachlehrern besetzt und oft in einem Raum der Schulbibliothek untergebracht ist. Schüler, die bei den Hausaufgaben oder anderen schulrelevanten Aufgaben die Hilfe eines Fachlehrers wünschen, können das Learning Lab während ihrer Study-Hall-Zeiten besuchen.

### Hausaufgabenhilfe

#### Schulische Hausaufgabenbetreuung außerhalb der Unterrichtszeit
In der Schweiz betreiben in manchen Gemeinden die schulischen Dienste eine eigene Hausaufgabenbetreuung. Die Teilnahme ist kostenpflichtig; einige Anbieter erwarten eine Anmeldung für ein ganzes Semester.

#### Außerschulische Hausaufgabenhilfe
In Schulhort, Kindertagesstätte und anderen Formen der Nachmittagsbetreuung erhalten Schüler üblicherweise einen zeitlichen Rahmen für die Durchführung der Hausaufgaben und werden dabei gegebenenfalls unterstützt.
Hausaufgabenhilfe anderswo überschneidet sich mit (von den Eltern) bezahlter Nachhilfe oder ist ein klassisches Ehrenamt, das auch eine Lernpatenschaft genannt wird.
In den Vereinigten Staaten nehmen Schüler der höheren Klassen (v. a. der High School) bei der Bearbeitung von Hausaufgaben häufig die Leistungen von nicht-kommerziellen Homework Help Services oder von kommerziellen Unternehmen wie Sylvan Learning Centers oder Kaplan, Inc. in Anspruch.

### Freiwillige Hausaufgaben und Befreiung von einzelnen Hausaufgaben
An einigen Schulen wird aufgrund der Hausaufgabendiskussion der letzten Jahre ein neues Modell erprobt: Hausaufgaben werden regelmäßig gestellt, sind aber nicht verpflichtend. So wird die Eigenverantwortung der Schülerinnen und Schüler gestärkt und der Druck aus den Unterrichtsstunden genommen. Die Lehrerin bzw. der Lehrer geht in ihrem/seinem Unterricht davon aus, dass die Hausaufgaben gemacht wurden. Es gibt auch die Möglichkeit, gemachte Hausaufgaben zu belohnen. So steigt die Motivation und wird nicht durch Sanktionen bei nicht gemachten Hausaufgaben zerstört.
Eine Besonderheit der Grundschulpädagogik in den Vereinigten Staaten, die zur Motivation der Schüler stark auf Belohnungssysteme setzt, sind Hausaufgabengutscheine (homework passes, homework slips, oops slips): Gutscheine, die Schüler auf alltäglicher Basis für besondere Leistungen erhalten können und die sie anstelle einer vergessenen oder nicht gemachten Hausaufgabe vorlegen können. Die Ausgabe von Hausaufgabengutscheinen ist allerdings keine reine Belohnungsmaßnahme, sondern eingebettet in ein ganzes Netz von Maßnahmen, die den Schülern helfen sollen, gute Arbeitsgewohnheiten zu erwerben.

### Schülerstrategien zur Vortäuschung der selbstständigen Hausaufgabenerledigung
Wenn Sanktionen drohen, behelfen sich viele Schüler damit, Hausaufgaben voneinander abzuschreiben. Eine neuere Strategie ist es, Hausaufgaben mithilfe von künstlicher Intelligenz zu erledigen.

### Hausaufgabenbefreiung als Erziehungsmittel
Viele Lehrer geben an ihre Schüler, etwa als Belohnung, Hausaufgabengutscheine aus, die den Schüler berechtigen, eine Hausaufgabe seiner Wahl nicht zu erledigen, oder die er vorlegen kann, wenn er eine Hausaufgabe vergisst.

## Benotung von Hausaufgaben
Das Hauptproblem bei der Bewertung von Hausaufgaben liegt darin, dass es – im Gegensatz etwa zu schriftlichen Arbeiten, die unter Aufsicht einer Lehrkraft angefertigt werden, – schwierig ist zu kontrollieren, ob dem betreffenden Schüler bei der Anfertigung der Arbeit geholfen wurde. Unstrittig ist lediglich, dass die Nichtanfertigung von Hausaufgaben durch einen Schüler in die Notenfindung eingehen darf.
In Nordrhein-Westfalen schließt das Schulgesetz NRW eine Benotung von Hausaufgaben ausdrücklich aus.

## Hausaufgabenmenge

### Deutschland
Entsprechend der in Art. 30 des Grundgesetzes geregelten Kulturhoheit der Länder liegt die Zuständigkeit für das Schulwesen und damit auch für Vorgaben zur Gestaltung der Hausaufgaben bei den Ländern. In einigen Bundesländern werden die Höchstmenge und die Verteilung der Hausaufgaben im Schulrecht des jeweiligen Landes festgelegt; in anderen entscheiden die Schulkonferenzen der individuellen Schulen.
Die zeitliche Belastung durch Hausaufgaben wird seit dem Ende des 18. Jahrhunderts diskutiert. Die Einführung des achtjährigen Gymnasiums mit fehlender Umstellung auf einen sinnvollen Ganztagsbetrieb hat die Belastung durch Hausaufgaben ansteigen lassen. Ebenfalls belastend ist, dass die Hausaufgaben meistens während des lern-biologisch ineffektiven Nachmittags erledigt werden.

### Frankreich
Demgegenüber sieht die Realität in Ländern mit flächendeckender Ganztagsschule, wie zum Beispiel Frankreich, oft so aus, dass die Schüler nach 17 Uhr nach Hause kommen und dann der Form nach vielleicht nicht „Hausaufgaben“ erledigen, aber doch Schulstoff aufarbeiten und üben.

### Vereinigte Staaten
In den Vereinigten Staaten existieren keine gesetzlichen Regelungen zur Begrenzung der Hausaufgaben. Die Schuldistrikte entscheiden selbstständig, ob sie an ihren Schulen solche Begrenzungen setzen wollen. Auch das Erteilen von Hausaufgaben über Feiertage und Schulferien ist nicht gesetzlich verboten und wird faktisch weithin praktiziert. Die Lehrergewerkschaft National Education Association (NEA) und die Lehrer-Eltern-Organisation National PTA empfehlen Schulen, die „10-Minuten-Regel“ anzuwenden, nach der Schüler nicht mehr als 10 Minuten pro Klassenstufe pro Abend mit Hausaufgaben verbringen sollten.
Tatsächlich erteilen die Lehrer deutlich mehr Hausaufgaben: Grundschullehrer durchschnittlich 2,9 Stunden pro Woche, Middle-School-Lehrer 3,2 Stunden und High-School-Lehrer 3,5 Stunden. High-School-Schüler belegen meist 5 hausaufgabenrelevante Fächer; daraus ergibt sich für sie eine mittlere Hausaufgabenmenge von 17,5 Stunden pro Woche. Noch mehr Wochenstunden verbringen solche Schüler mit Hausaufgaben, die das International Baccalaureate (Full IB Diploma) anstreben. Allgemeinbildende Schulen sind in den Vereinigten Staaten ausnahmslos Ganztagsschulen mit Schulschluss zwischen 14 und 15 Uhr.

## Redewendungen
Unter „seine Hausaufgaben gemacht haben“ versteht man im allgemeinen Sprachgebrauch „auf eine Situation gut vorbereitet sein“; „seine Hausaufgaben nicht gemacht haben“ bedeutet entsprechend „schlecht vorbereitet sein“ bzw. „sich schlecht auf etwas vorbereitet haben“.